# بوريس بيريزوفسكي
بوريس بيريزوفسكي (بالروسية: Борис Абрамович Березовский)‏ (بالروسية: Бори́с Абра́мович Березо́вский) يعرف أيضاً باسم بلاتون يلينين (Плато́н Еле́нин)، هو ملياردير يهودي روسي المولد يحمل الجنسيتين الروسية والإسرائيلية. ولد في موسكو في 23 يناير 1946 وتوفي في لندن في ظروف غامضة في 22 مارس 2013 (67 سنة)

. يعتبر أحد أبرز رموز الأوليجاركية (حكم القلة) في روسيا زمن بوريس يلتسين، وقد بات الآن مطلوباً لروسيا بتهم الفساد وغسيل الأموال. بعيد بدء التحقيقات حوله في روسيا غادرها إلى بريطانيا في 2001 حيث تم منحه اللجوء السياسي، بينما تعيش عائلته في إسرائيل. يعرف عنه مواقفه العدائية من النظام الروسي بقيادة الرئيس
فلاديمير بوتين. اعتنق المسيحية الأرثوذكسية عام 1990.

## النشأة
درس علم الغابات ثم الرياضيات التطبيقية. حصل على درجة الدكتوراة في عام 1983. قام بالبحث في مجال نظرية التحكم وفي الفترة بين 1975 و1989 نشر 16 كتاباً. أصبح عضواً مراسلاً في الأكاديمية الروسية للعلوم في 1991 ورئيساً لمختبر في معهد علوم التحكم التابع لها.

## نشاطه الاقتصادي
برز بيريزوفسكي في فترة الإصلاح الاقتصادي (البيريسترويكا) حيث عمل في مجال تجارة السيارات التي تنتجها شركة أوتوفاز الحكومية لصناعة السيارات. كما ترأس شركة وساطة (تدعى لوجوفاز) قامت بعمليات تصدير ومن ثم إعادة استيراد السيارات الروسية بشكل وهمي.
عام 1994 ترأس بيريزوفسكي «تحالف سيارات كل روسيا» (AVVA) سيء الصيت حيث بادر إلى إطلاق مشروع «السيارة الوطنية». والنتيجة كانت بيع أسهم لمصنع لم يتم إنشاؤه أصلاً وتكبد المستثمرون خسائر بنحو 50 مليون دولار.
ووفقاً لصحيفة كوميرسانت الروسية عام 2002 فإن اليهود الروس (من أمثال بوريس بيريزوفسكي) قد استفادوا بشكل هائل من خصخصة ممتلكات الدولة الروسية والتي بيعت لهم بأسعار بخسة. حيث تشير الصحيفة إلى أن أملاك اليهود الروس في الاقتصاد الروسي في ذلك الوقت بلغت 70% في قطاع النفط والغاز الطبيعي، 100% في قطاع السماد الزراعي، 80% في قطاع صناعة السيارات، %60 في قطاع صناعة الطيران المدني، %85 في قطاع الأخشاب، 70% في قطاع البنوك والمصارف، %80 في قطاع شركات التأمين، %65 في قطاع الإعلام المرئي والمكتوب والمسموع. وقد أشارت بعض المصادر إلى أن خسائر روسيا حتى عام 1999 من برامج الخصخصة تلك بلغت ثلاثة تريليونات دولار (3000 مليار دولار). وقد أتاح هذا الثراء الفاحش والسريع لتلك القلة أن تحظى بنفوذ كبير في الحياة السياسة الروسية زمن الرئيس الروسي الراحل بوريس يلتسين.
وتشير صحيفة الجارديان البريطانية إلى أنه من بين الأوليجاركيين السبعة الأكبر في روسيا في التسيعنات والذين كانوا يتحكمون في 50% من اقتصاد روسيا هناك 6 يهود (بوريس بيريزوفسكي، ميخائيل خودركوفسكي، فلاديمير جوزينسكي، ألكسندر سمولينسكي، ميخائيل فريدمان وفاليري مالكين).

## نشاطه السياسي
خلال فترة الرئيس الروسي الراحل بوريس يلتسين كان بيريزوفسكي من بين رجال الأعمال الذين ارتبطوا مع الرئيس بعلاقات وثيقة. وقد استغل نفوذه السياسي للحصول على حصص في أبرز الشركات الحكومية الروسية مثل شركة أوتوفاز (AutoVAZ) المصنعة للسيارات، والخطوط الجوية إيروفلوت (Aeroflot) والكثير من الأملاك في قطاع النفط والتي شكل منها - مع الملياردير اليهودي الروسي رومان أبراموفيتش- شركة سيبنفت (Sibneft) علماً بأنه قد دفع فعلياً أجزاء صغيرة فقط من القيمة الدفترية لتلك الشركات.
ولتمويل أعماله التجارية تلك فإن بيريزوفسكي أنشأ بنكاً، كما أنه استحوذ على العديد من المؤسسات الإعلامية. هذه المؤسسات الإعلامية قدمت دعماً كبيراً للرئيس بوريس يلتسين وكان لذلك الأثر الحاسم في إعادة انتخابه عام 1996. من بين تلك الممتلكات قنوات ORT وTV6 التلفزيونيتين فضلاً عن جرائد Nezavisimaya Gazeta وNovye Izvestiya وKommersant.
يضاف إلى كل ما سبق أن بيريزوفسكي هو أحد أبرز دعاة التحرير في السياسة والاقتصاد في روسيا. وقد استثمر مراراً في الإعلام الليبرالي وموّل المرشحين الليبراليين. وله العديد من التصريحات السياسية. كما تولى لفترة قصيرة منصب السكرتير العام لكومنولث الدول المستقلة ومن ثم حاز على عضوية البرلمان الروسي (الدوما).
عرف عن بيريزوفسكي معارضته للحرب الثانية في الشيشان ومع ذلك فقد دعم حملة فلاديمير بوتين للرئاسة عام 2000.

## اللجوء السياسي
ضاقت روسيا ذرعاً بمواقف بيريزوفسكي فيما يتعلق بحرب الشيشان وبنفوذه السياسي الكبير ففتحت تحقيقات في نشاطاته الاقتصادية. وعلى إثر ذلك فرّ بيريزوفسكي إلى لندن عام 2001 حيث منح اللجوء السياسي. تمت إدانة بيريزوفسكي بالتحايل والفساد السياسي، لكن روسيا لم تنجح في استعادته. ومن موقعه في بريطانيا أخذ بيريزوفسكي يكيل الانتقادات للإدارة الروسية.

## نشاطاته بعد اللجوء
في السنوات الأخيرة بدأ بيريزوفسكي نشاطات اقتصادية مع نيل بوش (الشقيق الأصغر للرئيس الأمريكي السابق جورج دبليو بوش).
في سبتمبر 2005 الرئيس الأوكراني السابق ليونيد كرافشوك اتهم بيريزوفسكي بدعم المرشح الذي فاز بالرئاسة فيكتور يوتشينكو (في انتخابات الرئاسة الأوكرانية عام 2004) حيث قدم كرافشوك صوراً لحوالات مالية قدمتها بعض شركات بيريزوفسكي إلى شركات الداعمين الرسميين للمرشح يوتشينكو. بيريزوفسكي أكد الحوالات ولكنه رفض تأكيد أو نفي تمويله لحملة يوتشينكو.

## نشاطاته وتصريحاته ضد بوتين
في يناير 2006 صرح بيريزوفسكي لأحد إذاعات موسكو أنه يعمل على الإطاحة بإدارة الرئيس الروسي فلاديمير بوتين بالقوة.
في نوفمبر 2006 اتهم بيريزوفسكي بوتين بتسميم العميل الروسي المنشق ألكسندر ليتفينينكو.
في أبريل 2007 صرح بيريزوفسكي للصحافة البريطانية أنه يحضر لثورة بهدف الإطاحة بالرئيس بوتين بالقوة وذلك عبر تمويل أشخاص مهمين في الإدارة الروسية. النائب العام الروسي فتح تحقيقات حول إمكانية إدانة بيريزوفسكي بتهم محاولة الاستيلاء على السلطة بالقوة. كما شجب مكتب الخارجية البريطاني تصريحات بيريزوفسكي وحذره من إعادة النظر في اعتباره لاجئاً سياسياً.

## محاولات اغتياله
يزعم أن بيريزوفسكي قد تعرض للعديد من محاولات الاغتيال من بينها تفجير سيارة ملغومة في 1994.
يزعم أن عميلاً روسياً حضّر عام 2003 لقتل بيريزوفسكي بسلاح مزدوج. لكن المؤامرة اكتشفت على يد العميل الروسي المنشق ألكسندر ليتفينينكو وأعلمت بها الشرطة البريطانية.
في يوليو 2007 ألقي القبض في بريطانيا على قاتل مستأجر كان يخطط لتصفية بيريزوفسكي. المتهم تم ترحيله إلى روسيا والكرملين نفى علاقته بالموضوع.

## مزاعم الفساد
في 1995 قتل الصحفي فلاديسلاف ليستييف (Vladislav Listyev) بعيد توليه رئاسة قناة ORT القناة الأولى الروسية وتولى بيريزوفسكي مكانه. لم يتم كشف سر الجريمة حتى اليوم لكن الصحفي الأمريكي الروسي الأصل باول خليبنيكوف (Paul Khlebnikov) اتهم بيريزوفسكي بالوقوف وراءها.
وفي 1996 كتب الصحفي باول خليبنيكوف مقالة بعنوان «عرّاب الكرملين». وفي وقت لاحق وسع المقالة إلى كتاب بنفس العنوان صوّر فيه بيريزوفسكي بصورة رجل المافيا الذي يقتل خصومه. في 2004 تم اغتيال خليبنيكوف.
رفعت العديد من القضايا في روسيا بحق بيريزوفسكي، وقد أنكرها جميعها. كما صدر بحقة أمر اعتقال في البرازيل بتهم غسيل الأموال.

## وصلات خارجية
- بوريس بيريزوفسكي على موقع IMDb (الإنجليزية)
- بوريس بيريزوفسكي على موقع الموسوعة البريطانية (الإنجليزية)
- بوريس بيريزوفسكي على موقع مونزينجر (الألمانية)
- بوريس بيريزوفسكي على موقع إن إن دي بي (الإنجليزية)
- بوريس بيريزوفسكي على موقع قاعدة بيانات الفيلم (الإنجليزية)
- صراع النفط في روسيا والحرب مع المليارديـرات اليهود
- بيريزوفسكي يتهم بوتين بقتل ليتفينينكو
- ملياردير روسي هارب يؤكد تخطيطه لثورة للإطاحة بـ«بوتين»
- روسيا تتهم بيرزوفسكي بالتخطيط لانقلاب